# قب الیاس
قب الیاس (به عربی: قب إلیاس) یک منطقهٔ مسکونی در لبنان است که در شهرستان زحله واقع شده‌است. قب الیاس ۵۰٬۰۰۰ نفر جمعیت دارد.